# Aguitka
L'Aguitka (en russe : Агитка) est une rivière de Russie qui coule dans l'oblast de Tioumen en Sibérie occidentale. C'est un affluent du Vagaï en rive droite. C'est donc un sous-affluent de l'Ob par le Vagaï puis par l'Irtych. 

## Géographie
L'Aguitka prend sa source sur le territoire de la localité de Verchinskiïe située dans une région lacustre, à 75 kilomètres au sud-ouest d'Oust-Ichim (confluence de l'Ichim et de l'Irtych) et à une centaine de kilomètres au sud-est de la ville de Vagaï (confluence du Vagaï et de l'Irtych). Il coule de façon générale du sud-est vers le nord-ouest, dans la partie méridionale de la grande plaine de Sibérie occidentale, et ce en formant de nombreux méandres, surtout dans son cours inférieur.
Il se jette dans le Vagaï à 25 kilomètres à vol d'oiseau de la confluence de ce dernier avec l'Irtych.
Le bassin de l'Aguitka comporte de nombreux lacs qui jouent un certain rôle régulateur de son régime.

## Hydrométrie - Les débits à Yourty Mitkinskiïe
Le débit de l'Aguitka a été observé pendant 34 ans (de 1957 à 1990) à Yourty Mitkinskiïe, station hydrométrique située à 27 kilomètres de son confluent avec le Vagaï, à une altitude de 38,4 mètres. 
Le débit inter annuel moyen ou module observé à Yourty Mitkinskiïe durant cette période était de 7,33 m3/s pour une surface de drainage prise en compte de 3 430 km2, soit la presque totalité du bassin versant de la rivière. La lame d'eau écoulée dans le bassin atteint ainsi le chiffre de 67,5 millimètres par an, ce qui peut paraître médiocre, mais est nettement supérieur aux mesures effectuées sur le Vagaï, et de manière plus générale sur la plupart des cours d'eau du sud de la plaine de Sibérie occidentale. 
Rivière alimentée en grande partie par la fonte des neiges, mais aussi par les pluies de la belle saison, l'Aguitka est un cours d'eau de régime nivo-pluvial. 
Les hautes eaux se déroulent d'avril à juin, ce qui correspond à la fonte des neiges. Au mois de juillet, le débit baisse fortement et cette baisse se poursuit en août. Par après le débit mensuel se stabilise jusqu'à la fin de l'automne, avec même un petit rebond en octobre. Puis il baisse à nouveau en novembre-décembre, ce qui constitue le début de la période des basses eaux. Celle-ci a lieu de décembre à mars inclus et correspond aux gels de l'hiver qui s'abattent sur toute la Sibérie. 
Le débit moyen mensuel observé en mars (minimum d'étiage) est de 0,97 m3/s, soit moins de 3 % du débit moyen du mois de mai (33,8 m3/s), ce qui souligne des variations saisonnières d'amplitude très élevées. Ces écarts de débit mensuel peuvent être encore plus marqués d'après les années : sur la durée d'observation de 34 ans, le débit mensuel minimal a été de 0,40 m3/s en mars 1989, tandis que le débit mensuel maximal s'élevait à 130 m3/s en mai 1987. Mais ce débit très élevé était assez exceptionnel.
En ce qui concerne la période estivale, la plus importante car libre de glaces (de mai à septembre inclus), le débit minimal observé a été de 0,62 m3/s en août et en septembre 1989, année d'importante sécheresse.  
On constate aussi de fortes disparités d'écoulement d'après les années. Ainsi le débit annuel moyen se montait à 17,49 m3/s en 1987, et n'était plus que de 5,86 m3/s l'année suivante, puis chutait à 1,83 m3/s en 1989.